# 바레인 세계 무역 센터

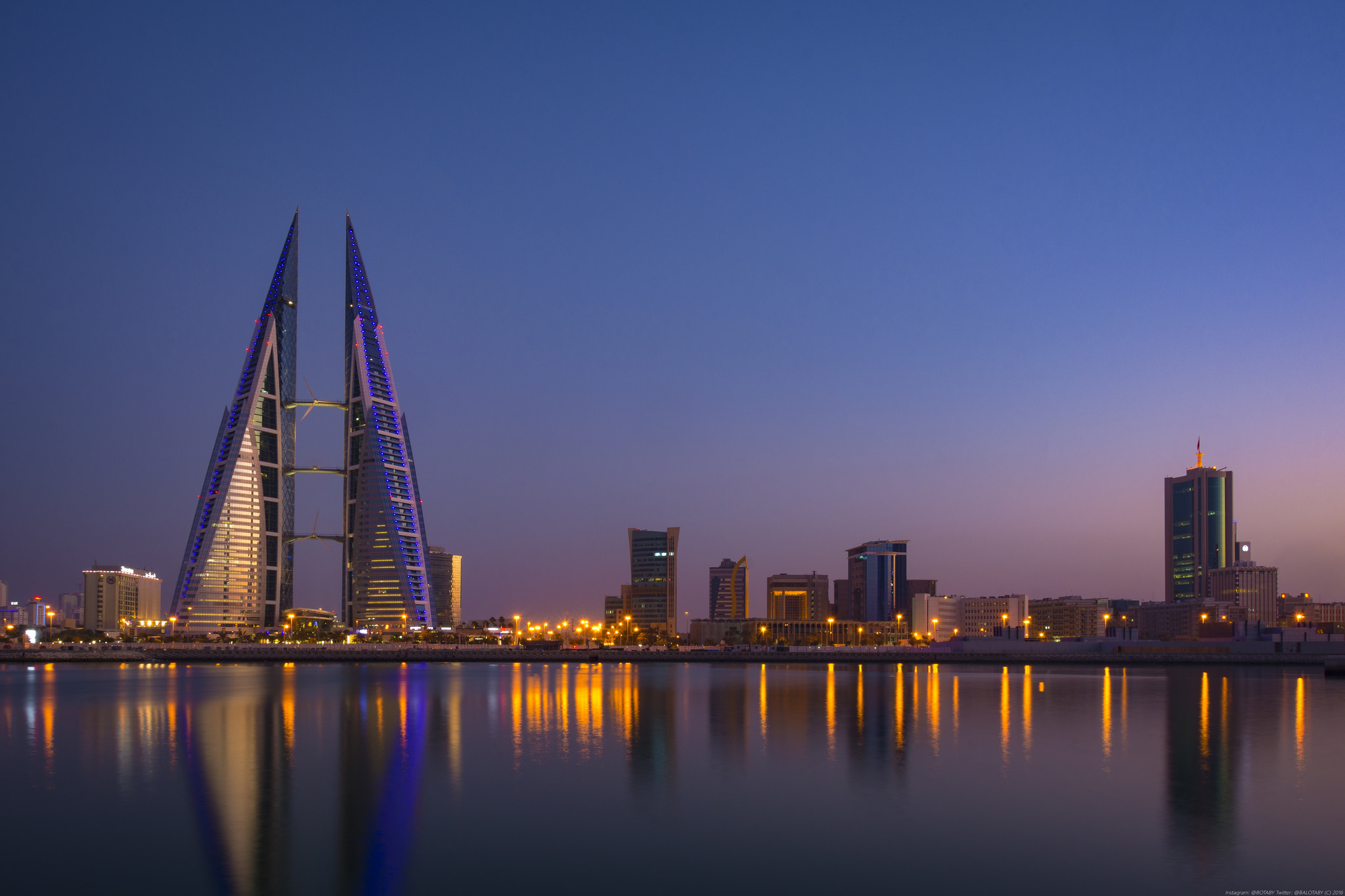

바레인 세계 무역 센터(영어: Bahrain World Trade Center, BWTC)는 바레인 마나마에 위치한 마천루이다.